# Skeatia
Skeatia is een geslacht van insecten uit de orde vliesvleugeligen (Hymenoptera) en de familie Ichneumonidae.

## Soorten
- S. albobalteata (Cameron, 1902)
- S. albotarsata (Betrem, 1941)
- S. brookeana (Cameron, 1897)
- S. brutalis (Seyrig, 1952)
- S. cameroni Jonathan & Gupta, 1973
- S. cariniscutis (Cameron, 1907)
- S. croceipes (Smith, 1858)
- S. doonensis Jonathan & Gupta, 1973
- S. elegantula (Brulle, 1846)
- S. fuscinervis (Cameron, 1902)
- S. infernalis (Cameron, 1897)
- S. maculiceps (Cameron, 1904)
- S. maculifrons Jonathan & Gupta, 1973
- S. melanostoma (Cameron, 1911)
- S. mysorensis Jonathan & Gupta, 1973
- S. nigropetiolata Jonathan & Gupta, 1973
- S. onusta (Walker, 1860)
- S. prompta (Cheesman, 1936)
- S. rothneyi Jonathan & Gupta, 1973
- S. rubricata Jonathan & Gupta, 1973
- S. rugosa Jonathan & Gupta, 1973
- S. simulator Jonathan & Gupta, 1973
- S. theodorai Jonathan & Gupta, 1973
- S. versatilis (Cameron, 1904)